# May-Britt Moser
May-Britt Moser (4 de janeiro de 1963) é uma psicóloga e neurocientista norueguesa, chefe do departamento do Centro de Computação Neural na Universidade Norueguesa de Ciência e Tecnologia . Foi agraciada com o Prêmio Nobel de Fisiologia ou Medicina de 2014, dividido com seu marido, Edvard Moser, e o britânico-americano John O'Keefe, por seu trabalho voltado ao estudo de células grade (Grid Cells) no córtex entorrinal, assim como vários tipos de células adicionais no circuito que compõe o sistema neural.

## Vida Pessoal
May-Britt nasceu em Fosnavåg, Møre og Romsdal, Noruega em 1963. Ela e o marido frequentaram a mesma escola, mas não se conheciam muito bem até cursarem a mesma universidade. Eles concordaram que deveriam estudar e trabalhar juntos psicologia, o relacionamento dos dois inciou-se a partir daí. Eles se casaram em 1985 e têm duas filhas juntas. Em 2016 eles anunciaram a sua separação.

## Carreira
May-Britt Moser graduou-se em psicologia pela Universidade de Oslo em 1990 e doutorou-se em Neurofisiologia na Universidade de Oslo em 1995, sob a supervisão do professor Per Andersen. Ela realizou seu pós-doutorado com Richard Morris no Centre for Neuroscience, da Universidade de Edimburgo, de 1994 a 1996, e sendo visitante, por dois meses, no laboratório de John O'Keefe na University College, em Londres, durante seu pós doutorado.
Ela retornou à Noruega em 1996, onde foi nomeada professora associada em psicologia biológica na Universidade Norueguesa de Ciência e Tecnologia (NTNU) em Trondheim e promovida ao cargo de professora titular de neurociência na NTNU em 2000. Seu trabalho em conjunto com Edvard Moser foi fundamental na criação do Centro de Biologia da Memória (CBM) em 2002 e do Instituto de Neurociência de Sistemas na NTNU em 2007. May-Britt Moser é membro da Sociedade Real Norueguesa de Ciências e Letras, Academia Norueguesa de Ciências e Letras e da Academia Norueguesa de Ciências Tecnológicas.
May-Britt Moser e Edvard Moser foram pioneiros na pesquisa sobre o mecanismo do cérebro para representar o espaço, junto com seu mentor, John O'Keefe. Atuando junto, eles descobriram tipos de células que são importantes para determinar a posição (representação espacial) perto do hipocampo, uma área no fundo do cérebro que é importante para a codificação do espaço, e também para a memória episódica.[carece de fontes?] Seu trabalho deu aos cientistas a capacidade de adquirir novos conhecimentos sobre os processos cognitivos e déficits espaciais associados às condições neurológicas humanas, como a doença de Alzheimer.
Em 2014, o casal compartilhou metade do Prêmio Nobel de 2014 em Fisiologia ou Medicina com seu parceiro de pesquisa, John O'Keefe. Os Mosers foram um dos cinco casais, no mundo, a receber o Prêmio Nobel.
May-Britt Moser foi co-fundadora do Centro para a Biologia da Memória, um Conselho de Pesquisa do Centro de Excelência financiado pela Noruega de 2003 a 2012, e assumiu a Diretoria do Centro de Computação Neural, um segundo Centro de Excelência que será executada de 2013 a 2022.
Em 2013, a Câmara de Comércio de Trondheim concedeu a ela o prêmio Madame Beyer, que reconhece as mulheres líderes empresariais brilhantes. Ela foi premiado em reconhecimento à sua proemitente liderança, conquistas científicas e seus altos padrões éticos, bem como seu foco consistente no trabalho em equipe e no espírito comunitário.

## Premiações
- 1999: Prêmio para jovens cientistas concedido pela Royal Norwegian Society of Sciences and Letters
- 2005: 28º Prêmio anual de W. Alden Spencer (Faculdade de Médicos e Cirurgiões da Universidade de Colúmbia)
- 2006: 14º Prêmio Betty e David Koetser para Pesquisas Cerebrais (Universidade de Zürich)
- 2006: 10º Prémio "Liliane Bettencourt pour les Sciences du Vivant" 2006 (Fundação Bettencourt, Paris)
- 2008: 30º Grande Prêmio Nórdico de Eric K. Fernström (Fundação Fernström, Universidade de Lund)
- 2011: Prêmio Louis-Jeantet de Medicina
- 2011: Prêmio Anders Jahre de Pesquisa Médica
- 2012: Prêmio Perl-UNC de Neurociência (com Edvard Moser)
- 2013: Prêmio Louisa Gross Horwitz (com Edvard Moser e John O'Keefe)
- 2014: Prêmio Karl Spencer Lashley (com Edvard Moser)
- 2014: Prêmio Körber European Science
- 2014: Prêmio Nobel de Fisiologia ou Medicina (com Edvard Moser e John O'Keefe)
- 2018: Grã-Cruz da Ordem de São Olav